# Хэйлз, Перси
Персиваль «Перси» Хэйлз (англ. Percival «Percy» Hayles; 24 октября 1940 — 24 августа 1978) — ямайский профессиональный боксёр.

## Биография
На профессиональном ринге дебютировал 27 июля 1957 года, провел 71 поединок, в 35 из них победил.
10 июля 1965 года провёл поединок за титул чемпиона мира в первом полусреднем весе по версиям WBC и WBA, в котором уступил венесуэльцу Карлосу «Морочо» Эрнандесу.
28 июля 1968 года победил ганца Лава Аллотея, забрав у него титул чемпиона Британской империи в легком весе. Владел чемпионским поясом до апреля 1970 года, проведя четыре успешных защиты титула.
В 1964 году признан спортсменом года на Ямайке.
Погиб в результате дорожно-транспортного происшествия недалеко от Кингстона, когда его, путешествующего на велосипеде, сбил автомобиль.